# 专利池
专利池（英語：Patent pool）是由多个专利权人之间达成协议，透過互相交叉许可或單一窗口對第三方進行专利授權的联营组织或几何体，也譯作專利聯盟或專利集管。如对MPEG2技术标准进行管理的MPEG2 LA就是著名的专利池，有哥伦比亚大学、富士通公司、朗讯、索尼等九个成员。